# Tom De Mul
Tom De Mul (Kapellen, 4 maart 1986) is een Belgische oud-voetballer. Hij was een vleugelaanvaller die voor onder meer Ajax, Sevilla en Racing Genk speelde. In 2007 speelde hij twee interlands voor het Belgisch voetbalelftal. Op 22 mei 2014, op 28-jarige leeftijd, zette De Mul wegens aanhoudend blessureleed een punt achter zijn spelerscarrière. Sindsdien is hij actief als voetbalmakelaar.

## Clubcarrière
De Mul kwam vanuit de jeugdopleiding van Germinal Beerschot Antwerpen over naar Ajax. Dat verhuurde hem in het seizoen 2005/2006 aan Vitesse. De Mul speelde meestal aan de rechterkant in de voorhoede. De Mul maakte zijn debuut voor Ajax op 25 januari 2004 tijdens de wedstrijd Ajax - N.E.C. (1-0) en scoorde zijn eerste doelpunt voor de club in de wedstrijd FC Twente - Ajax (2-3).
De Mul werd na het EK onder 21 in Nederland door Ajax verkocht aan Sevilla FC. Daar kwam hij het eerste anderhalf jaar amper aan spelen toe, mede door concurrentie van Jesús Navas voor dezelfde positie. Begin januari huurde KRC Genk De Mul voor zes maanden van Sevilla. Hij maakte zijn debuut voor Genk in de bekerwedstrijd tegen AA Gent. Nadien keerde hij terug naar Sevilla, waar hij opnieuw niet vaak aan spelen toekwam. In juli 2010 leende de club hem opnieuw uit, deze keer aan Standard Luik, dat een optie kreeg om De Mul na de uitleenbeurt definitief over te nemen. Maar omwille van een blessure speelde de rechtsbuiten bij de Rouches nooit mee.

## Interlandcarrière

### Rode Duivels
De Mul speelde in 2007 z'n eerste interland voor België tegen Portugal. Tegen Finland veroverde hij zijn eerste basisplaats bij de nationale ploeg.
| Interlands van Tom de Mul voor België | Interlands van Tom de Mul voor België | Interlands van Tom de Mul voor België | Interlands van Tom de Mul voor België | Interlands van Tom de Mul voor België | Interlands van Tom de Mul voor België |
| №                                     | Datum                                 | Wedstrijd                             | Uitslag                               | Soort Wedstrijd                       | Doelpunten                            |
| Als speler bij Ajax                   | Als speler bij Ajax                   | Als speler bij Ajax                   | Als speler bij Ajax                   | Als speler bij Ajax                   | Als speler bij Ajax                   |
| ------------------------------------- | ------------------------------------- | ------------------------------------- | ------------------------------------- | ------------------------------------- | ------------------------------------- |
| 1.                                    | 2 juni 2007                           | België - Portugal                     | 1 – 2                                 | EK-kwalificatie '08                   | 0                                     |
| 2.                                    | 6 juni 2007                           | Finland - België                      | 2 – 0                                 | EK-kwalificatie '08                   | 0                                     |

De Mul speelde voor het Belgisch voetbalelftal op de Olympische Zomerspelen 2008. Het team bereikte de halve finale.

## Carrièrestatistieken
| Seizoen         | Club                   |                    | Competitie         | Competitie | Competitie | Beker | Beker | Internationaal | Internationaal | Overig | Overig | Totaal | Totaal |
| Seizoen         | Club                   | Wed.               | Competitie         | Dlp.       | Wed.       | Dlp.  | Wed.  | Dlp.           | Wed.           | Dlp.   | Wed.   | Dlp.   |        |
| --------------- | ---------------------- | ------------------ | ------------------ | ---------- | ---------- | ----- | ----- | -------------- | -------------- | ------ | ------ | ------ | ------ |
| 2003/04         | Ajax                   | Vlag van Nederland | Eredivisie         | 2          | 0          | 0     | 0     | 0              | 0              | —      | —      | 2      | 0      |
| 2004/05         | Ajax                   | Vlag van Nederland | Eredivisie         | 6          | 1          | 0     | 0     | 1              | 0              | 1      | 0      | 8      | 1      |
| Club totaal     | Club totaal            | Club totaal        | Club totaal        | 8          | 1          | 0     | 0     | 1              | 0              | 1      | 0      | 10     | 1      |
| 2005/06         | → Vitesse (huur)       | Vlag van Nederland | Eredivisie         | 27         | 2          | 1     | 0     | —              | —              | 1      | 0      | 29     | 2      |
| Club totaal     | Club totaal            | Club totaal        | Club totaal        | 27         | 2          | 1     | 0     | 0              | 0              | 1      | 0      | 29     | 2      |
| 2006/07         | Ajax                   | Vlag van Nederland | Eredivisie         | 28         | 4          | 3     | 0     | 7              | 0              | 4      | 0      | 42     | 4      |
| Club totaal1    | Club totaal1           | Club totaal1       | Club totaal1       | 36         | 5          | 3     | 0     | 8              | 0              | 5      | 0      | 52     | 5      |
| 2007/08         | Sevilla FC             | Vlag van Spanje    | Primera División   | 6          | 0          | 0     | 0     | 2              | 0              | 1      | 0      | 9      | 0      |
| 2008/09         | Sevilla FC             | Vlag van Spanje    | Primera División   | 3          | 1          | 2     | 0     | 4              | 0              | —      | —      | 9      | 1      |
| Club totaal     | Club totaal            | Club totaal        | Club totaal        | 9          | 1          | 2     | 0     | 6              | 0              | 1      | 0      | 18     | 1      |
| 2008/09         | → KRC Genk (huur)      | Vlag van België    | Jupiler Pro League | 12         | 4          | 4     | 3     | —              | —              | —      | —      | 16     | 7      |
| Club totaal     | Club totaal            | Club totaal        | Club totaal        | 12         | 4          | 4     | 3     | 0              | 0              | 0      | 0      | 16     | 7      |
| 2009/10         | Sevilla FC             | Vlag van Spanje    | Primera División   | 0          | 0          | 0     | 0     | 0              | 0              | —      | —      | 0      | 0      |
| Club totaal2    | Club totaal2           | Club totaal2       | Club totaal2       | 9          | 1          | 2     | 0     | 6              | 0              | 1      | 0      | 18     | 1      |
| 2010/11         | → Standard Luik (huur) | Vlag van België    | Jupiler Pro League | 0          | 0          | 0     | 0     | —              | —              | 0      | 0      | 0      | 0      |
| Club totaal     | Club totaal            | Club totaal        | Club totaal        | 0          | 0          | 0     | 0     | 0              | 0              | 0      | 0      | 0      | 0      |
| 2011/12         | Sevilla FC             | Vlag van Spanje    | Primera División   | 0          | 0          | 0     | 0     | —              | —              | —      | —      | 0      | 0      |
| Club totaal3    | Club totaal3           | Club totaal3       | Club totaal3       | 9          | 1          | 2     | 0     | 6              | 0              | 1      | 0      | 18     | 1      |
| Carrière totaal | Carrière totaal        | Carrière totaal    | Carrière totaal    | 84         | 12         | 12    | 6     | 14             | 0              | 7      | 0      | 117    | 18     |

1 N.B. Dit betreft een clubtotaal, dus een totaal van beide periodes bij AFC Ajax.

2 N.B. Dit betreft een clubtotaal, dus een totaal van beide periodes bij Sevilla FC.

3 N.B. Dit betreft een clubtotaal, dus een totaal de drie periodes bij Sevilla FC.

## Erelijst
- Kampioen van Nederland: 2004
- Johan Cruijff Schaal: 2006
- KNVB beker: 2007
- Spaanse Supercup: 2007
- Europese Supercup: finalist 2007
- Beker van België: 2009 , 2011